# No Other Way
"No Other Way" é o nono episódio da décima primeira temporada da série de televisão de terror pós-apocalíptico The Walking Dead. O episódio foi escrito por Corey Reed e dirigido por Jon Amiel.
No episódio, Daryl (Norman Reedus), Maggie (Lauren Cohan), Gabriel (Seth Gilliam), Negan (Jeffrey Dean Morgan) e Elijah (Okea Eme-Akwari) lutam contra os Ceifadores por comida. Aaron (Ross Marquand) e os alexandrinos tentam sobreviver a uma tempestade.
O episódio recebeu críticas positivas da crítica.

## Enredo
Em Meridian, Leah (Lynn Collins) dispara o hwacha nos walkers enquanto eles inundam o complexo. Um Ceifador ataca Maggie (Lauren Cohan), mas é atingido por uma flecha. Maggie se esconde em um prédio e se encontra com Negan (Jeffrey Dean Morgan) e Elijah (Okea Eme-Akwari), que foi ferido por estilhaços. Ela os leva para a enfermaria, onde eles se escondem em uma sala secreta. Carver (Alex Meraz) os procura e recebe uma ordem de rádio de Leah para matar todos que encontrar.
De volta a Alexandria, Rosita (Christian Serratos) e outros lutam contra zumbis do lado de fora da casa de Aaron (Ross Marquand). Judith (Cailey Fleming) e Gracie (Anabelle Holloway) tentam escapar do porão, que está rapidamente inundado de água. Gracie apita enquanto o porão se enche de água. Um zumbi ataca Judith e Gracie. Aaron quebra a janela do porão, pula para dentro e começa a matar os zumbis.
Gabriel encontra Mancea (Dikran Tulaine) e desembainha sua espada. Mancea prevê que Gabriel não o matará, já que não o matou no cemitério. Gabriel fica surpreso ao saber que Mancea sabia de sua presença no cemitério. Mancea pergunta se Gabriel ouve mais a Deus e pede a Gabriel que renove sua fé. Gabriel ouve um barulho atrás da porta e apunhala Mancea no estômago. Carver persegue Maggie por um corredor. Negan e Elijah o emboscam. Carver fere Elijah e derruba Maggie no chão. Negan bate em Carver com um sino pesado. Daryl intervém e insiste que eles usem Carver como alavanca, apesar da promessa de Elijah de vingar sua irmã. Daryl liga para Leah e propõe que eles conversem.
Depois de ouvir o apito de Gracie, Rosita manda Lydia (Cassady McClincy) investigar enquanto ela luta contra os zumbis que cercam a casa. Daryl, Maggie, Negan e Elijah se encontram com Leah e o resto dos Ceifadores. Daryl se oferece para libertar Carver se os Ceifadores deixarem Meridian, mas promete matá-los se eles retornarem. Leah rejeita sua oferta e revela que um atirador irá matá-los se eles não libertarem Carver. Daryl relutantemente deixa Carver ir. Gabriel atira na perna de Carver e informa Leah via walkie que ele matou seu atirador. Leah aceita os termos de Daryl e começa a sair com dois Ceifadores. Depois que Elijah diz a ela que seu povo precisa ser vingado, Maggie atira nas costas e mata os Ceifadores restantes. Leah foge. Daryl rastreia Leah, mas a deixa escapar.
Maggie entra na igreja e descobre que Alden (Callan McAuliffe) se transformou. Ela chora ao apunhalá-lo na cabeça. Maggie enterra Alden na floresta. Negan se junta a ela e acha que ela sempre planejou matar os Ceifadores, apesar da tentativa de negociação de Daryl. Preocupado que ela fará o mesmo com ele, ele decide se separar do grupo. Maggie se junta a Daryl e Gabriel em uma fogueira. Ela relata que Alden está morto e que Negan foi embora. O grupo de Daryl retorna a Alexandria.
Uma caravana de soldados da Commonwealth se aproxima do portão de Alexandria. Eugene diz aos moradores de Alexandria que os soldados vieram ajudar. Soldados da Commonwealth descarregam suprimentos em Alexandria. Eugene apresenta Hornsby à comunidade. Hornsby compartilha sua admiração pelo que eles construíram e se oferece para fornecer mão de obra e materiais para ajudá-los a reconstruir. Ele também oferece outra opção para os interessados.
Seis meses depois, Maggie e Elijah estão no posto de guarda em Hilltop. Hornsby espera do lado de fora dos portões com um grupo de soldados da Commonwealth. Um dos soldados se aproxima de Maggie e exige que ela se abra. Maggie diz que não precisa ser assim. O soldado tira o capacete e se revela ser Daryl.

## Recepção

### Crítica
No Other Way recebeu críticas positivas. No Rotten Tomatoes, o episódio teve uma taxa de aprovação de 100%, com uma pontuação média de 8.40 de 10, com base em 11 avaliações. O consenso crítico do site diz: "A ameaça dos Ceifadores é extinta em “No Other Way”, um retorno emocionante que leva a temporada final de The Walking Dead em uma direção mais promissora."

### Audiência
O episódio teve um total de 1.76 milhões de espectadores em sua exibição original na AMC na faixa de 18-49 anos de idade. Apresenta diminuição de 0.15 pontos de audiência em relação ao episódio anterior.